# Balša I.
Balša I. zetski plemić, utemeljitelj Balšića, druge povijesne crnogorske dinastije.
Iskoristo je kaotično stanje u Srpskom Carstvu nakon smrti cara Dušana, te 1360. proširio svoju oblasnu vlast na Bar i Skadar.
Stekao 1361. status počasnog građanina Dubrovnika.
Nakon njegove smrti 1362. na zetskom prijestolju naslijedili su ga sinovi.

## Poveznice
- Đurađ I. Balšić, vladar 1362. – 1378.
- Balša II., vladar 1378. – 1385.